# 桓公 (召)
桓公（かんこう、? - ?）は、春秋時代の召の君主。姫姓召氏。名は襄。
魯の宣公15年（紀元前594年）夏、王孫蘇は王子捷に戴公と毛伯衛を殺し、桓公（襄）を立てた。魯の成公8年（紀元前583年）秋、桓公は魯の成公に命を下賜した。